# Ca l'Hereu Nou
Ca l'Hereu Nou és una obra del municipi de Vilobí d'Onyar (Selva). Forma part de l'Inventari del Patrimoni Arquitectònic de Catalunya.

## Descripció
L'edificació nova de ca l'Hereu és una construcció d'estil "indiano" de mitjan segle xix, de 10 per 20 metres de planta, tres pisos i coberta de vessants a laterals, que el 2014 es troba en molt mal estat. La façana principal està orientada a llevant i presenta una composició simètrica. A la planta baixa hi ha un portal quadrangular central amb inscripció a la llinda "AGOST 28 DE 1893". A banda i banda, hi ha finestres amb reixes de ferro forjat treballades on es llegeixen les inicials de la propietària, RGH, a la dreta, i 1856, a l'esquerra. Al pis de sobre hi ha tres obertures amb barana de balustrada de pedra i al superior, tres finestres, dues de les quals estan cegades.
Les dues façanes laterals presenten porxos amb galeria superior d'arcs de mig punt. La que dona a nord, de cinc arcs i, la del sud de tres arcs. La cara posterior té un cos quadrangular sortint on es troba l'escala. Tot el perímetre del coronament de l'edifici presenta una gran cornisa que amaga la teulada a vessants a laterals. L'interior presenta l'estructura tradicional de tres crugies amb una sala central que distribueix les habitacions a costat i costat. Les cobertes dels diferents àmbits són de volta de mocador i n'hi ha una que imita una volta de creueria. A les galeries trobem volta de revoltons amb bigueta de ferro.

## Història
Aquest edifici va ser bastit per la propietària de ca l'Hereu Rita Gironès Hereu d'origen cubà, parenta d'un Hereu que va anar a fer les amèriques. Es va edificar com a segona residència però sembla que pràcticament no va ser utilitzada. L'any 1940 va ser rehabilitada pel pare de l'actual propietari, Lluís Hereu.